# Van Rommelzolder tot Droomhuis
Van Rommelzolder tot Droomhuis is een televisieprogramma van SBS6. In dit programma worden tweedehands spullen ingezet om een metamorfose te realiseren. Vrienden, familie of buren die iemand in het zonnetje willen zetten, gaan eerst hun zolder op om oude spullen te verkopen. Deze spullen worden op een (ver)koopsite gezet. Met de opbrengst wordt een trendy metamorfose of verbouwing gerealiseerd onder leiding van presentatrice Marlayne Sahupala.